# 지산초등학교 (경기)
지산초등학교는 대한민국 경기도 파주시 와동동에 있는 공립 초등학교이다.

## 학교 연혁
- 1954년 10월 4일 교하국민학교 와동분실 개교
- 1955년 8월 1일 지산국민학교 인가
- 1981년 3월 10일 병설유치원 개원
- 1996년 3월 1일 지산초등학교로 개칭
- 2001년 11월 15일 후관교실 신축
- 2004년 6월 16일 인라인 스케이트장 준공
- 2004년 11월 25일 탁구부 창단
- 2005년 6월 8일 경기도교육청 지정 교실수업개선 시범학교 운영보고회
- 2005년 9월 7일 푸른 학교 숲 가꾸기 준공
- 2007년 4월 30일 인조 잔디운동장 준공
- 2012년 3월 1일 교육부지정 창의인성 모델학교 지정
- 2012년 6월 1일 제2체육장 445평 준공(우레탄)
- 2013년 10월 7일 급식실 및 식당 완공
- 2015년 3월 1일 제20대 유영기 교장 부임
- 2016년 2월 5일 제61회 졸업식(총 6695명 졸업)
- 2016년 3월 2일 28학급(특수학급 1학급 포함)
- 2018년 ?월 ?일 급식실 완공
- 2019년 ?월 ?일 체육관 완공
- 2021년 9월 1일 학교 증축공사 완료
- 2021년 3월 1일 45학급 편성 (특수1학급)
- 2022년 9월 1일 제22대 김순향 교장 취임